# Književnost u 1952.
◄◄ | ◄ | 1949. | 1950. | 1951. | 1952.  | 1953. | 1954. | 1955. | ► | ►►
Arhitektura • Astronautika • Astronomija • Biologija • Film • Fotografija • Glazba • Kazalište • Kemija • Kiparstvo • Knjige • Književnost • Kršćanstvo • Meteorologija • Medicina • Planinarstvo • Politika • Pravo • Promet • Slikarstvo • Strip • Šport • Televizija • Znanost • Zrakoplovstvo • Željeznički promet
Književnost u 1952.

## Svijet

### Književna djela
- Svemirske struje Isaaca Asimova
- Zaklada i Carstvo Isaaca Asimova
- U očekivanju Godota Samuela Becketta
- Starac i more Ernesta Hemingwaya
- Stolice Eugènea Ionesca

### Nagrade i priznanja
- Nobelova nagrada za književnost:

## Vanjske poveznice
|  | Zajednički poslužitelj ima još gradiva o temi Književnost u 1952. |